# Phil Heemstra
Phillip Clarence „Phil“ Heemstra (* 9. Dezember 1941 in Melrose Park, Illinois; † 29. August 2019 in Grahamstown, Südafrika) war ein US-amerikanisch-südafrikanischer Ichthyologe.

## Leben
Heemstra war der Sohn von Clarence William und Lydia Ann Epcke Heemstra. Sein Vater war Verkäufer, seine Mutter Hauswirtschaftslehrerin. Er hatte drei Geschwister. Nach dem Highschool-Abschluss in Ottawa, Illinois, absolvierte Heemstra von 1959 bis 1963 die University of Illinois at Urbana-Champaign und erwarb einen B. Sc. in Zoologie. Dort lernte er seine erste Frau, Valerie Lawrence, kennen und heiratete sie. Aus dieser Ehe, die nach 25 Jahren geschieden wurde, gingen zwei Töchter hervor. Im September 1965 schrieb sich Heemstra an der University of Miami ein, wo er 1968 unter der Leitung von C. Richard Robins den Master-Abschluss erwarb und 1974 zum Ph.D. promoviert wurde. Von 1963 bis 1965 arbeitete Heemstra für das Florida Department of Natural Resources Marine Laboratory. Von 1968 bis 1972 war er unter der Leitung von Frederick H. Berry am National Marine Fisheries Center tätig. Von 1972 bis 1974 war er wissenschaftlicher Mitarbeiter an der Academy of Natural Sciences in Philadelphia. Von 1975 bis 1977 erhielt Heemstra eine Anstellung als Forscher an der Abteilung für Fischerei und Ozeanographie der Commonwealth Scientific and Industrial Research Organisation in Cronulla, Australien, die von Ian Munro geleitet wurde. 
1978 wurde Heemstra zum Kurator für Meeresfische am J.L.B. Smith Institute of Ichthyology (heute South African Institute for Aquatic Biology) in Grahamstown ernannt, wo Margaret Mary Smith (James Leonard Brierley Smiths Witwe) einen hochqualifizierten Meeres-Ichthyologen suchte, der sie bei einer Neuauflage ihres Buches Sea Fishes of Southern Africa unterstützen sollte. Der neue Band wurde 1986 als Smiths’ Sea Fishes veröffentlicht, mit 77 Beiträgen aus 15 Ländern. Eine zweite, nachgedruckte Ausgabe wurde 1995 veröffentlicht, mit etwa 500 kleineren Ergänzungen und Korrekturen. Während seiner Karriere zwischen 1969 und 2000 erhielt Heemstra 19 Forschungsstipendien, darunter von renommierten Institutionen wie dem Council for Scientific and Industrial Research (CSIR), der Ernährungs- und Landwirtschaftsorganisation der Vereinten Nationen (FAO) und der Foundation for Research Development (FRD, heute Centre of Science Development, CSD). 
Während seiner Zeit in Südafrika wurde Heemstra mehrfach ausgezeichnet, darunter mit dem Bill-Venter-Buchpreis (1990 für Smiths’ Sea Fishes), dem FRD Special Merit Award für Museumswissenschaftler (1993 für das Projekt Survey of Marine Fishes of Madagascar), 2001 mit der Ehrenauslandsmitgliedschaft der American Society of Ichthyologists and Herpetologists (ASIH) und im selben Jahr mit dem Director’s Award des J.L.B. Smith Institute of Ichthyology für seine führende Rolle bei der Entwicklung des East Coast Fishwatch Project, das er gemeinsam mit seiner zweiten Frau Elaine leitete. Das Fishwatch-Programm, bei dem 100 Mitglieder mitwirkten, begann im Jahr 1999 und dauerte ein Jahrzehnt. Die Hauptgebiete, auf die sie sich konzentrierten, war das Küstengebiet vor der Provinz KwaZulu-Natal, hauptsächlich das vorgelagerte Riff Aliwal Shoal sowie der Sodwana-Bay-Nationalpark.
Von 1980 bis 2010 war Heemstra Teilnehmer oder Berater bei 14 Meeresfischprogrammen in Südafrika. Dazu gehörten vor allem seine Studien im Roten Meer, den Komoren, Mosambik, Madagaskar, Mauritius, Rodrigues und den Seychellen. 1989, 1991, 1993 und 1995 reiste er im Rahmen von Sammelexpeditionen der Abteilung für Meeresbiologie der Universität der Azoren, Portugal, zu den Azoren. 2003 führte er in Zusammenarbeit mit der Abteilung für Fischerei und Wildtiere von Saipan eine Fischstudie im westlichen Pazifik durch. Eine von Heemstras Haupforschungsinteressen betraf die Biologie des Komoren-Quastenflossers (Latimeria chalumnae) im westlichen Indischen Ozean. Er nahm 1987 an einer von Hans Fricke vom Max-Planck-Institut organisierten Tauchfahrt zu den Komoren teil, um deren Verhalten und Verbreitung zu studieren. Als 1938 der erste Quastenflosser vor East London, Südafrika, entdeckt wurde, unternahm Fricke 1991 mit seinem Tauchboot Jago den Versuch, vor der Südküste Südafrikas eine Quastenflosser-Population zu finden. Zwischen dem 6. und 13. Mai 1991 tauchte die Jago zu zwei Stellen im Tsitsikamma-Nationalpark, die in Tiefen zwischen 50 m und 400 m liegen. Quastenflosser konnten auf dieser Tour jedoch nicht gefunden werden. Erst im Jahr 2000 wurde das Populationszentrum in Unterwasserschluchten vor der Küste KwaZulu-Natals von Tiefseetauchern in 50 bis 160 Meter Tiefe entdeckt. Heemstra wurde Berater des South African Coelacanth Conservation Genome Resource Programme, das von Genetikern und Meeresschützern gegründet wurde.
Heemstra war Mitglied in der ASIH, bei Sigma Xi, der Ichthyological Society of Japan und der Zoological Society of Southern Africa. Seine Bibliographie umfasst 103 peer-reviewed Zeitschriftenartikel und viele Artenbestimmungsblätter der FAO. Zwischen 1984 und 2016 veröffentlichte er die Guides for Fishery Purposes, die den westlichen Indischen Ozean, den östlichen Zentralpazifik, den westlichen Zentralpazifik, den östlichen Zentralatlantik und den westlichen Zentralatlantik umfassen. 1990 erhielt er ein Stipendium der FAO, um mit John E. Randall in Rom am World Catalogue of Groupers zu arbeiten, der 1993 veröffentlicht wurde. Heemstra steuerte 71 Familieneinträge zum Werk Smith’s Sea Fishes bei und 7 Familieneinträge zum Werk Fishes of the Southern Ocean von Ofer Gon (1990). Eine von Heemstras Hauptinteressen galt den Sägebarschen (Serranidae), über die er 20 Arbeiten veröffentlichte. Eines seiner letzten Werke ist Coastal Fishes of the Western Indian Ocean, ein fünfbändiges, bisher unveröffentlichtes Kompendium, an dem er ab 1993 in Zusammenarbeit mit 100 Fischtaxonomen arbeitete. Die Publikation deckt das Gebiet von Südindien bis Südafrika ab, einschließlich des Persischen Golfs, des Roten Meeres und aller mittleren ozeanischen Inseln und wird etwa 3500 Arten umfassen. Weitere Schriften von Heemstra sind Coastal Fishes of Southern Africa (2004), Groupers of the World: A Field and Market Guide (2011) sowie Review of Atlantic and Eastern Pacific Anthiine Fishes (Teleostei: Perciformes: Serranidae), with Descriptions of Two New Genera (2012).
2001 ging Heemstra in den Ruhestand.

## Dedikationsnamen
Neun Arten sind nach Heemstra benannt, darunter Pteropsaron heemstrai Nelson, 1982, Okamejei heemstrai (McEachran & Fechhelm, 1982), Pseudanthias heemstrai Schuhmacher, Krupp & Randall, 1989, Cociella heemstrai Knapp, 1996, Kenyaconger heemstrai Smith & Karmovskaya, 2003, Paracaristius heemstrai Trunov, Kukuev & Parin, 2006, Aseraggodes heemstrai Randall & Gon, 2006, Mascarenichthys heemstrai Schwarzhand & Møller, 2007 und Acropoma heemstrai Okamoto & Gon, 2017. Fünf Meeresfischarten wurden nach ihm und seiner Frau benannt: Lathulenchelys heemstraorum McCosker, 2007, Cirripectes heemstraorum Williams, 2010, Upeneus heemstra Uiblein & Gouws, 2014, Pempheris heemstraorum Randall & Victor, 2015 und Chaunax heemstraorum Ho & Ma, 2016.